# Hans Royaards
 (mars 2016).
Hans Royaards, né le 20 juillet 1951, est un comédien belge qui joue le célèbre personnage De afgevaardigde van de minister, le délégué du ministre de la série télévisée pour enfants Samson en Gert.